# 三浦佳生
三浦佳生（日语：／ Miura Kao，2005年6月8日—），日本花样滑冰运动员，2022年四大洲锦标赛男子单人滑铜牌得主、2023年四大洲锦标赛男子单人滑金牌得主、2023年世界青年锦标赛男子单人滑金牌得主。